# Sherilyn Fenn
Sherilyn Fenn (születési neve: Sheryl Ann Fenn) (Detroit, Michigan, 1965. február 1. –) amerikai színésznő.

## Élete és pályafutása
Apja Leo Fenn ír-francia menedzser, anyja Arlene Quatro olasz-magyar billentyűs. Két bátyja van, Leo (1961) és David (1963). Sherilyn zenész családban született: nagynénje Suzi Quatro popénekes, nagyapja Art Quatrocchi jazz-zenész volt.

## Magánélete
Férje G. Toulouse Holliday volt. 1985 és 1989 között Johnny Depp élettársa volt, 2006–2013 között Dylan Stewarttal élt együtt. Két fia született: Myles Maximillian (1993) és Christian (2007).

## Filmográfia

### Film
| Év   | Magyar cím                             | Eredeti cím                     | Szerep                         | Magyar hang        |
| ---- | -------------------------------------- | ------------------------------- | ------------------------------ | ------------------ |
| 1984 | Szabadnak születtek                    | The Wild Life                   | Penny Harlin                   |                    |
| 1985 |                                        | Out of Control                  | Katie                          |                    |
| 1985 | Micsoda pasi ez a lány!                | Just One of the Guys            | Sandy                          |                    |
| 1986 | Gördeszkás Love Story                  | Thrashin’                       | Velvet                         | Györgyi Anna       |
| 1986 | Gördeszkás Love Story                  | Thrashin’                       | Velvet                         | Vadász Bea         |
| 1986 | Száguldó bosszú                        | The Wraith                      | Keri Johnson                   | Kiss Erika         |
| 1986 | Száguldó bosszú                        | The Wraith                      | Keri Johnson                   | Gubás Gabi         |
| 1986 | Száguldó bosszú                        | The Wraith                      | Keri Johnson                   | Mezei Kitty        |
| 1987 |                                        | Zombie High                     | Suzi                           |                    |
| 1988 | Vágyak találkozása                     | Two Moon Junction               | April Delongpre                | Molnár Ilona       |
| 1989 | Bűnös zóna                             | Crime Zone                      | Helen                          | Kiss Erika         |
| 1989 | Testvérháború                          | True Blood                      | Jennifer Scott                 | Matolcsi Marianna  |
| 1990 | Külvárosi álmok                        | Backstreet Dreams               | Lucy                           |                    |
| 1990 | Veszett a világ                        | Wild at Heart                   | lány a balesetnél              | Bánfalvi Eszter    |
| 1990 |                                        | Meridian: Kiss of the Beast     | Catherine Bomarzini            |                    |
| 1991 |                                        | Desire and Hell at Sunset Motel | Bridget 'Bridey' DeSoto        |                    |
| 1991 | Egy bérgyilkos naplója                 | Diary of a Hitman               | Jain Zidzyck                   | Fazekas Zsuzsa     |
| 1992 | Ruby – A Kennedy-gyilkosság másik arca | Ruby                            | Sheryl Ann 'Candy Cane' DuJean | Balázs Ági         |
| 1992 | Egerek és emberek                      | Of Mice and Men                 | Curley felesége                |                    |
| 1993 | Ki szeret a végén?                     | Three of Hearts                 | Ellen Armstrong                |                    |
| 1993 | Dobozba zárt szerelem                  | Boxing Helena                   | Helena                         | Györgyi Anna       |
| 1993 | Végzetes ösztön                        | Fatal Instinct                  | Laura Lincolnberry             | Kisfalvi Krisztina |
| 1993 | Végzetes ösztön                        | Fatal Instinct                  | Laura Lincolnberry             | Sallai Nóra        |
| 1997 | Szerelem                               | Lovelife                        | Molly                          |                    |
| 1997 | Sztárra bukva                          | Just Write                      | Amanda Clark                   |                    |
| 1998 | Árnyékok                               | The Shadow Men                  | Dez Wilson                     | Kocsis Judit       |
| 1998 | Valahol Amerikában                     | Outside Ozona                   | Marcy Duggan Rice              |                    |
| 1999 | Leszáll a sötétség                     | Darkness Falls                  | Sally Driscoll                 | Vándor Éva         |
| 2000 |                                        | Cement                          | Lyndel Holt                    |                    |
| 2002 | Svindli                                | Swindle                         | Sophie Zenn                    | Fehér Anna         |
| 2003 | A fiatalkorú                           | The United States of Leland     | Angela Calderon                |                    |
| 2003 | Álomharcos                             | Dream Warrior                   | Sterling                       |                    |
| 2004 | Ösztönember                            | Cavedweller                     | M.T.                           |                    |
| 2006 |                                        | Novel Romance                   | Liza Normane Stewart           |                    |
| 2007 | Hajsza a kincs után                    | Treasure Raiders                | Lena                           |                    |
| 2009 |                                        | Fist of the Warrior             | Katie Barnes                   |                    |
| 2009 |                                        | The Scenesters                  | Barbara Dietrichson            |                    |
| 2013 |                                        | Raze                            | Elizabeth                      |                    |
| 2015 |                                        | Unnatural                       | Dr. Hannah Lindval             |                    |
| 2016 |                                        | The Secrets of Emily Blair      | Linda Regan                    |                    |
| 2017 |                                        | Wish Upon                       | Mrs. Deluca                    |                    |
| 2020 |                                        | Immortalist                     | Laura Spersoni                 |                    |
| 2020 |                                        | Shooting Heroin                 | Hazel                          |                    |
| 2021 |                                        | Something About Her             | Charlene                       |                    |
| 2022 |                                        | Losing Addison                  | Sarah Jane McCubbin            |                    |

### Televízió

#### Tévéfilm
| Év   | Magyar cím                               | Eredeti cím                         | Szerep                          | Magyar hang        |
| ---- | ---------------------------------------- | ----------------------------------- | ------------------------------- | ------------------ |
| 1984 | A szív csendje                           | Silence of the Heart                | Monica                          |                    |
| 1991 | A gengszterkirály                        | Dillinger                           | Billie Frechette                |                    |
| 1994 | Tavaszi ébredés                          | Spring Awakening                    | Margie                          | Fazekas Zsuzsa     |
| 1995 |                                          | Slave of Dreams                     | Zulaikha                        |                    |
| 1995 | Liz: Elizabeth Taylor élettörténete      | Liz: The Elizabeth Taylor Story     | Elizabeth Taylor                |                    |
| 1997 | Gengszterápia                            | The Don's Analyst                   | Isabella Leoni                  |                    |
| 1998 |                                          | Nightmare Street                    | Joanna Burke / Sarah Randolph   |                    |
| 2001 | Tuti Mikulás                             | Off Season                          | Patty Winslow                   | Pápai Erika        |
| 2001 | Tuti Mikulás                             | Off Season                          | Patty Winslow                   | Györgyi Anna       |
| 2002 | Négylábú mentőangyal                     | Scent of Danger                     | Brenna Shaw                     | Pápai Erika        |
| 2003 | Éjszakai hullámzás                       | Nightwaves                          | Shelby Naylor                   | Kisfalvi Krisztina |
| 2004 | Rocksztárok                              | Pop Rocks                           | Allison Harden                  |                    |
| 2005 | Mocskos hekus                            | Officer Down                        | Kathryn Shaunessy               | Kovács Nóra        |
| 2005 | Mocskos hekus                            | Officer Down                        | Kathryn Shaunessy               | Kisfalvi Krisztina |
| 2005 | A gyémánt átka – Végzetes elszigeteltség | Deadly Isolation                    | Susan Mandaway                  |                    |
| 2006 | Gyilkosság holttest nélkül               | Presumed Dead                       | Mary Anne 'Coop' Cooper nyomozó |                    |
| 2007 | Hazárd megye lordjai: A kezdet           | The Dukes of Hazzard: The Beginning | Lulu Hogg                       |                    |
| 2012 | A Nagylábú                               | Bigfoot                             | Becky Alvarez seriff            |                    |
| 2014 |                                          | The Brittany Murphy Story           | Sharon Murphy                   |                    |
| 2014 |                                          | Rescuing Madison                    | Bess Kelly                      |                    |
| 2016 |                                          | Casa Vita                           | Marlene Lindstrom               |                    |
| 2017 |                                          | Fatal Defense                       | Banks nyomozó                   |                    |

#### Sorozat
| Év        | Magyar cím                               | Eredeti cím                       | Szerep                                   | Megjegyzések                       |
| --------- | ---------------------------------------- | --------------------------------- | ---------------------------------------- | ---------------------------------- |
| 1985      | Cheers                                   | Cheers                            | Gabrielle                                | 1 epizód                           |
| 1987      |                                          | 21 Jump Street                    | Diane Nelson                             | 1 epizód                           |
| 1987      |                                          | Tales from the Hollywood Hills    | Betty                                    | 1 epizód                           |
| 1988      |                                          | Divided We Stand                  | Lorraine                                 | próbaepizód                        |
| 1988      |                                          | ABC Afterschool Special           | Beth                                     | 1 epizód                           |
| 1989      |                                          | TV 101                            | Robin Zimmer                             | 2 epizód                           |
| 1990–1991 | Twin Peaks                               | Twin Peaks                        | Audrey Horne                             | 28 epizód magyar hangja Kiss Erika |
| 1995      | Mesék a kriptából                        | Tales from the Crypt              | Erika                                    | 1 epizód                           |
| 1996      |                                          | A Season in Purgatory             | Kit Bradley                              | 2 epizód                           |
| 1997      | Jóbarátok                                | Friends                           | Ginger                                   | 1 epizód                           |
| 1997      |                                          | Prey                              | Dr. Sloan Larkin                         | próbaepizód, nem került adásba     |
| 1998–2001 | Vágyrajárók                              | Rude Awakening                    | Billie Frank                             | 55 epizód                          |
| 1998      | Ámor nyila                               | Cupid                             | Helen Davis                              | 1 epizód                           |
| 2001      | Végtelen határok                         | The Outer Limits                  | Nora Griffiths / Nora klónja             | 1 epizód                           |
| 2001      |                                          | Night Visions                     | Charlotte                                | 1 epizód                           |
| 2002      |                                          | Watching Ellie                    | Vanessa                                  | 2 epizód                           |
| 2002      | Dawson és a haverok                      | Dawson's Creek                    | Alexandra 'Alex' Pearl                   | 3 epizód                           |
| 2002      |                                          | Birds of Prey                     | Dr. Harleen Quinzel / Harley Quinn       | próbaepizód, nem került adásba     |
| 2002      | Esküdt ellenségek: Különleges ügyosztály | Law & Order: Special Victims Unit | Gloria Stanfield                         | 1 epizód                           |
| 2003–2004 |                                          | Boston Public                     | Violet Montgomery                        | 4 epizód                           |
| 2003–2007 | Szívek szállodája                        | Gilmore Girls                     | Sasha / Anna Nardini                     | 9 epizód                           |
| 2004      | NCIS                                     | NCIS                              | Jane Doe / Suzzanne McNeil               | 1 epizód                           |
| 2004      |                                          | Century City                      | Bree Clemens                             | 1 epizód                           |
| 2004      |                                          | Mister Ed                         | Carlotta Pope                            | próbaepizód                        |
| 2005      | Amynek ítélve                            | Judging Amy                       | Heather Reid                             | 1 epizód                           |
| 2005      | 4400                                     | The 4400                          | Jean DeLynn Baker                        | 1 epizód                           |
| 2006      | CSI: Miami helyszínelők                  | CSI: Miami                        | Gwen Creighton                           | 1 epizód                           |
| 2006      |                                          | Three Moons Over Milford          | Janet Davis                              | próbaepizód, nem került adásba     |
| 2006      |                                          | Smith                             | Debbie Turkenson                         | 1 epizód                           |
| 2008      | Doktor House                             | House                             | Mrs. Soellner                            | 1 epizód                           |
| 2009      | Célkeresztben                            | In Plain Sight                    | Helen Trask / Helen Traylen              | 1 epizód                           |
| 2010      | Psych – Dilis detektívek                 | Psych                             | Maudette Hornsby                         | 1 epizód                           |
| 2012      |                                          | Project: Phoenix                  | Ellena Hyland                            | próbaepizód                        |
| 2013      | Bűnös Miami                              | Magic City                        | Madame Renee                             | 4 epizód                           |
| 2014      | CSI: A helyszínelők                      | CSI: Crime Scene Investigation    | Madame Suzanne                           | 1 epizód                           |
| 2014      | Ray Donovan                              | Ray Donovan                       | Donna Cochran                            | 8 epizód                           |
| 2016      | Shameless – Szégyentelenek               | Shameless                         | Queenie Slott                            | 5 epizód                           |
| 2016      | Gyilkos ügyek                            | Major Crimes                      | Marsha Walker                            | 1 epizód                           |
| 2016      | Gyilkos elmék                            | Criminal Minds                    | Gloria Barker                            | 1 epizód                           |
| 2017      | Twin Peaks                               | Twin Peaks                        | Audrey Horne                             | 4 epizód                           |
| 2017–2021 | S.W.A.T. – Különleges egység             | S.W.A.T.                          | Karen Street                             | 9 epizód                           |
| 2018      | Robotcsirke                              | Robot Chicken                     | Múmia malac / Dinoszaurusz mama (hangja) | 1 epizód                           |
| 2018      | Titánok                                  | Titans                            | Melissa Roth                             | 1 epizód                           |
| 2019      | Góliát                                   | Goliath                           | Bobbi                                    | 4 epizód                           |
| 2019      | A varázslók                              | The Magicians                     | Etta                                     | 1 epizód                           |
| 2020      |                                          | Little America                    | Laura Bush                               | 1 epizód                           |
| 2022–2023 |                                          | Shining Vale                      | Robyn Court                              | 7 epizód                           |

## Díjak, jelölések
Primetime Emmy-díj
- - 1990: legjobb női mellékszereplő (drámasorozat) – Twin Peaks – jelölve

Golden Globe-díj
- - 1991: legjobb női mellékszereplő (sorozat, minisorozat vagy tévéfilm) – Twin Peaks – jelölve